# Сабрина: Тајне вештице тинејџерке
Сабрина: Тајне вештице тинејџерке (енгл. Sabrina: Secrets of a Teenage Witch) америчка је 3Д компјутерско-анимирана телевизијска серија емитована на Хаб нетворку заснована на Арчи комикс лику Сабрине, вештице тинејџерке. Серију су развили Памела Хики и Денис Макој и 1. октобра 2012. године ју је купио Хаб нетворк. Серија је првобитно намерена за лето 2013. године али је емитована тек током јесени 2013. године.
У Србији, Црној Гори, Босни и Херцеговини и Северној Македонији се приказује на Дизни каналу, синхронизована на енглески језик.

## Синопсис
Серија говори причу о младој вештици названој Сабрина, која је рођена као полувештица и получовек. Она живи двоструки живот као нормална средњошколка и чаробница-ученица у магичном свету. Када се њена два света сударе, Сабрина је једина која има способност и моћ да се бори против својих непријатеља, док истовремено покушава да одржи свој тајни идентитет/живот као вештица од свих људи око ње.
За разлику од ранијих верзија, Сабрина је приказана као вештичја принцеза; и предодређено је да једног дана влада магичним светом као краљица. Сабринин љубимац: црна мачка, названа Сејлем, шпијун је послао Енчатра како би Сабринин живот у људском свету био неподношљив како би живела у свету вјештица за стално, како би Енчатра ослободила Сабрину од својих великих магичних моћи и постала најјача и најстрашнија чаробница у целом Вештичјем свету.